# موشوکو تنسی
موشُوکو تِنسِی: تناسخ بیکار (ژاپنی: 無職転生 〜異世界行ったら本気だす〜 هپبورن: Mushoku Tensei: Isekai Ittara Honki Dasu) یک لایت ناول ژاپنی اثر ریفوجین نا ماگونوته دربارهٔ مردی بیکار و ناامید است که پس از یک زندگی غمگین و منزوی جان خود را از دست می‌دهد و با حفظ خاطراتش در دنیایی فانتزی تناسخ می‌یابد، و این بار مصمم می‌شود بدون داشتن هیچ گونه احساس ندامت، از زندگی جدید خود در کالبد پسری با نام رودئوس گوریرات لذت ببرد. این سری ابتدا در نوامبر ۲۰۱۴ از طریق وبگاه شویسسکا نی نارو منتشر شد، یک سال بعد اعلام شد که نسخهٔ چاپی این مجموعه توسط مدیا فکتوری و با طراحی یکی از کاربران پیکسیو به نام شیروتاکا منتشر می‌شود.
اقتباس نسخهٔ مانگا با تصویرسازی یوکا فوجیکاوا از ژوئن ۲۰۱۴، در ماهنامه کامیک فلپر به صورت سریالی شروع به چاپ گردید. سون سیز انترتیمنت مجوز جلدهای تانکوبون مجموعه مانگا را برای انتشار در آمریکای شمالی صادر کرد. یک مجموعه تلویزیونی انیمه نیز توسط بایندو استودیو و به کارگردانی مانابو اوکاموتو دستمایه اقتباس قرار گرفت که پخش آن از ژانویه تا دسامبر ۲۰۲۱ ادامه داشت. نیمه اول مجموعهٔ انیمه به تعداد ۱۱ قسمت از ۱۱ ژانویه تا ۲۲ مارس ۲۰۲۱، از شبکه‌های توکیو ام‌ایکس، کی‌بی‌اس، بی‌اس۱۱، و سان پخش شد، نیمه دوم ابتدا قرار بود در ژوئیه ۲۰۲۱ پخش شود، اما پخش آن به دلایل مختلفی تا اکتبر ۲۰۲۱، به تعویق افتاد، و در نهایت از ۴ اکتبر الی ۲۰ دسامبر ۲۰۲۱، به تعداد ۱۲ قسمت پخش شد. این دو نیمه با هم یک مجموعه تلویزیونی ۲۳ قسمتی را ایجاد کردند. نسخهٔ انیمه با واکنش‌های مثبتی از سوی منتقدان همراه بود، و به عنوان یکی از بهترین انیمه‌های سال ۲۰۲۱ به‌شمار می‌رود.